# Zamianka
Zamianka (biał. Заменка, Zamienka; ros. Заменка, Zamienka) – wieś na Białorusi, w obwodzie mińskim, w rejonie stołpeckim, w sielsowiecie Litwa, na obrzeżach Puszczy Nalibockiej.

## Historia
W dwudziestoleciu międzywojennym wieś i folwark leżące w Polsce, w województwie nowogródzkim, w powiecie stołpeckim, w gminie Naliboki. W 1921 wieś liczyła 31 mieszkańców, zamieszkałych w 5 budynkach, wyłącznie Polaków. 30 mieszkańców było wyznania rzymskokatolickiego i 1 prawosławnego. Folwark liczył zaś 19 mieszkańców, zamieszkałych w 3 budynkach, wyłącznie Polaków wyznania rzymskokatolickiego.
W czasie II wojny światowej 3 mieszkańców miejscowości dołączyło do Zgrupowania Stołpeckiego Armii Krajowej. W 1943 w ramach operacji Hermann została zniszczona przez Niemców.
Po II wojnie światowej w granicach Związku Sowieckiego. Od 1991 w niepodległej Białorusi.